# 君が好きだと叫びたい
「君が好きだと叫びたい」（きみがすきだとさけびたい）は、1993年12月1日にZAIN RECORDSから発売された、BAADの3枚目のシングル。

## 概要
表題曲はテレビ朝日系テレビアニメ『SLAM DUNK』の前期オープニングテーマに起用された。BAAD最大のヒット曲。
アニメの次回予告ではこの曲のインストが使われ、後期オープニングテーマである『ぜったいに 誰も』になってからも引き続き使用された。
ボーカルで作詞をした山田恭二によると、漫画『SLAM DUNK』の原作者である井上雄彦の「熱い、とか、汗、のイメージで」とオファーがあり、AメロとBメロの歌詞はすぐにできたが、サビのCメロに苦戦している中でディレクターから「サビ頭のメロディに歌詞をもっと詰め込んで、ダイレクトに言葉をのせたら」と提案されたのがきっかけで「君が好きだと叫びたい」の詞が生まれたという。サビでの「明日を変えてみよう」 の部分は、ライブでは「朝顔かいでみよう」や、「アシカの歯磨いていよう」、「出汁巻きを買ってみよう」、「ダン池田と蟹江敬三」、「カボチャの種かじってみよう」等アドリブ的に歌詞を変えて歌っている事がある。
2021年3月1日には、ソニー・ミュージックエンタテインメントのアニメソング人気投票キャンペーン「平成アニソン大賞」においてユーザー投票賞（1989年 - 1999年）に選出された。同年には佐々木彩夏（ももいろクローバーZ）がシングルとしてカバーしている。

## 収録曲
（全作詞:山田恭二、編曲:明石昌夫）
1. 君が好きだと叫びたい
作曲:多々納好夫
2. TAKE MY DESIRE
作曲:大田紳一郎
3. 君が好きだと叫びたい（オリジナル・カラオケ）

## カバー

### 日本のアーティスト
- 宮内タカユキ（日本コロムビア版カバー音源。1994年5月21日発売『こどものうた〜フッフッフッてするんです』（規格品番：COCC-11740）などに収録）
- コロムビア・オーケストラ（1994年4月1日発売『'94アニメ・ヒット・マーチ』に収録）
- 宮野真守（『百歌声爛』収録）
- 羽多野渉（『百歌声爛』収録）
- 草尾毅（『百歌声爛』収録）
- 神奈延年（『百歌声爛』収録）
- 井上麻里奈（『百歌声爛』収録）
- 遠藤正明（『ENSON3』収録）
- D-51（『Animeno』収録）
- ANIMETAL THE SECOND（『Blizzard of ANIMETAL THE SECOND』収録[3]）
- 佐々木彩夏（『君が好きだと叫びたい-Single』収録）

### 日本国外のアーティスト
- 迪克牛仔 - 「無力去愛誰」（『咆哮』1998 / 09）